# Крутое (Алтайский край)
Крутое — исчезнувшее село в Заринском районе Алтайского края России. Располагалось на территории современного Комарского сельсовета. Упразднено в 2000 году.

## География
Располагалось на правом берегу реки Крутиха (приток Чумыша), в 1 км к югу от города Заринска.

## История
Основано в 1803 году. В 1928 году деревня Крутая состояла из 98 хозяйств. В административном отношении являлась административным центром Крутовского сельсовета Чумышского района Барнаульского округа Сибирского края.
Исключено из учётных данных в 2000 г.

## Население
В 1926 году в деревне проживало 505 человек (232 мужчин и 273 женщины), основное население — русские